# Canyra strigulosa
Canyra strigulosa är en insektsart som först beskrevs av Walker 1858.  Canyra strigulosa ingår i släktet Canyra och familjen sporrstritar. Inga underarter finns listade i Catalogue of Life.